# Muzeum Kraszewskiego w Dreźnie

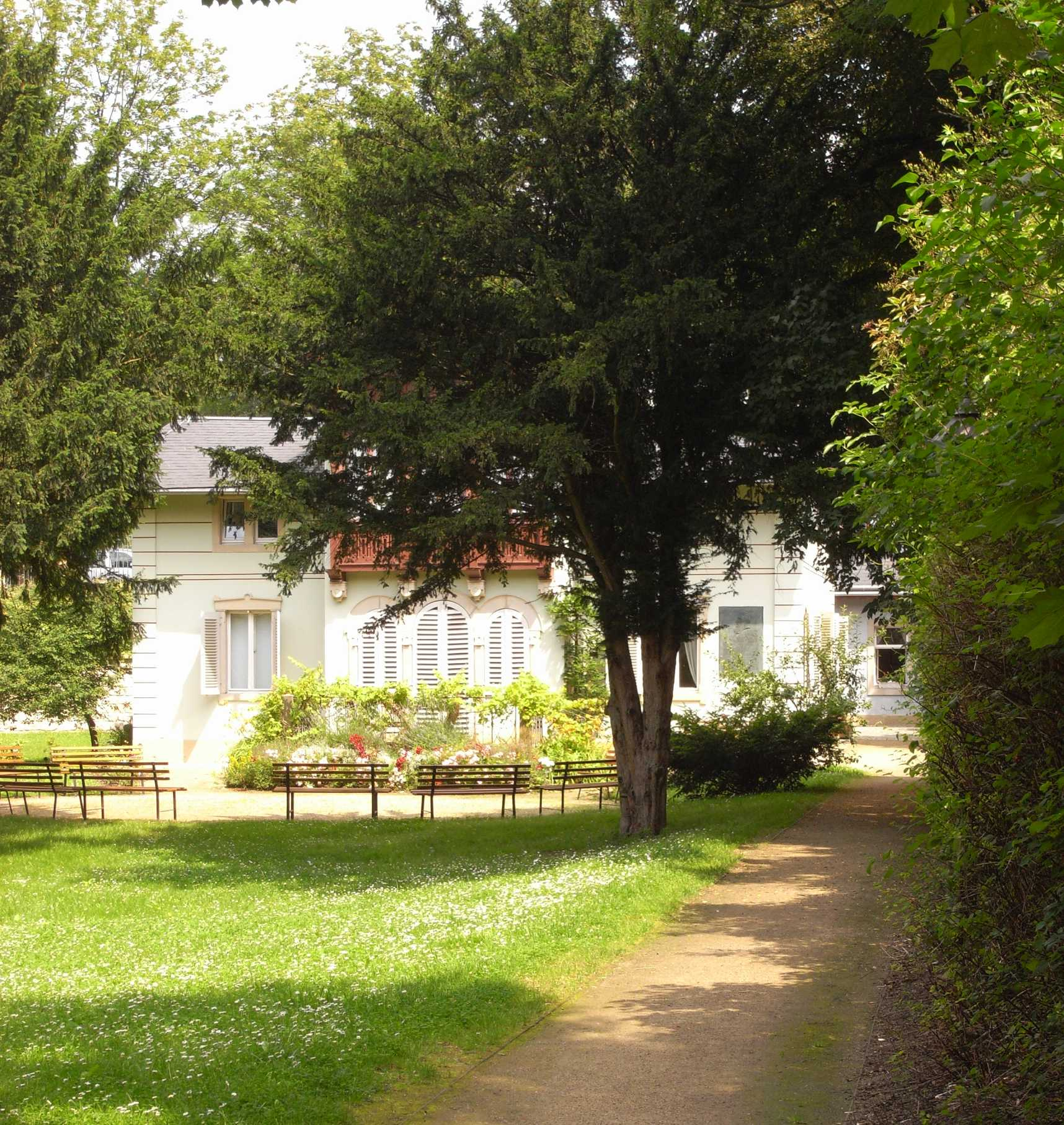
W ogrodzie otaczającym Muzeum

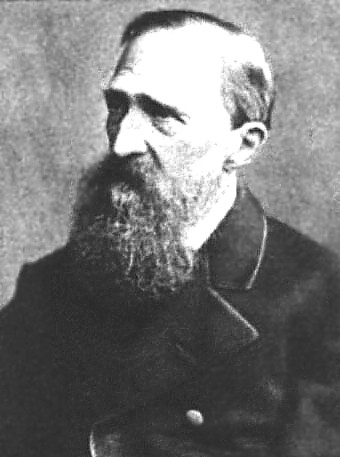
Józef Ignacy Kraszewski

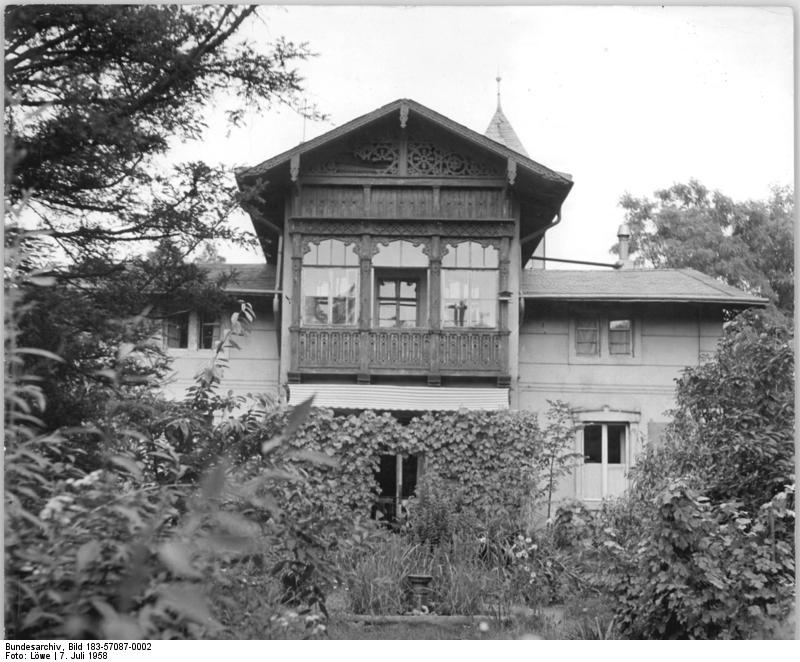
Muzeum Kraszewskiego 1958

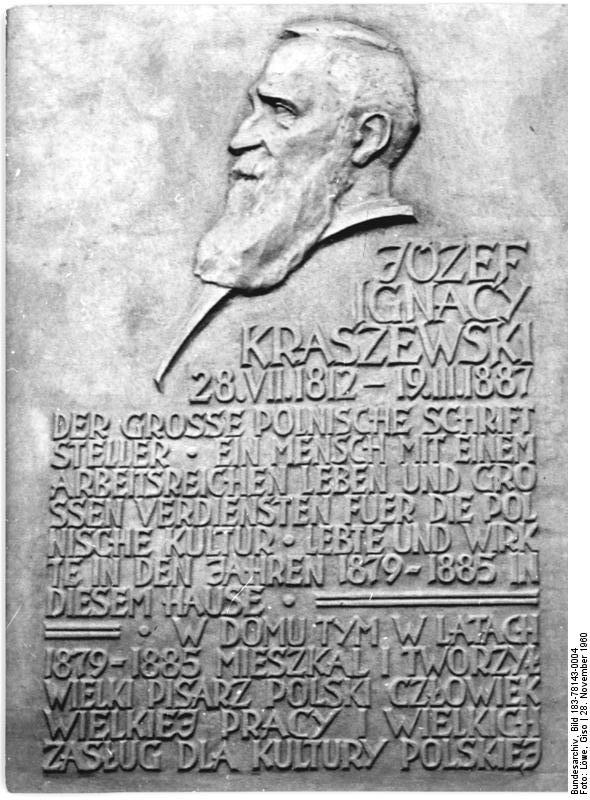
Tablica pamiątkowa na ścianie Muzeum

Muzeum Kraszewskiego w Dreźnie – instytucja kulturalna mieszcząca się w budynku, w którym pisarz mieszkał w czasie swojego pobytu w stolicy Saksonii. Należy do Miejskich Muzeów Drezna. Muzeum położone jest na skraju dzielnicy Radeberger Vorstadt.
Ekspozycja muzealna jest dwujęzyczna. W zamierzeniu autorów ma się stać miejscem spotkań polsko-niemieckich. Do muzeum należy też księgozbiór w języku polskim. Muzeum utrzymuje kontakty z Towarzystwem Niemiecko-Polskim w Saksonii oraz ze „Związkiem Polaków w Saksonii i Turyngii”.

## Ekspozycja stała
Ekspozycja została zaprojektowana przez Muzeum Literatury im. Adama Mickiewicza w Warszawie w dwóch językach i stanowi stały depozyt. Dzieli się na dwie części:
- Część pierwsza poświęcona jest biografii pisarza. Wnętrza urządzone są w stylu połowy XIX wieku i ozdobione portretami Kraszewskiego i innych wybitnych Polaków tej epoki.

W zrekonstruowanym gabinecie pisarza pokazano dokumenty związane z jego twórczością i jego zainteresowaniami kolekcjonerskimi.
W tej części ekspozycji przedstawiono też rozwój stosunków sasko-polskich w dziedzinie kultury i polityki, z uwzględnieniem postaci królów Augusta II Mocnego i Augusta III Sasa. Nie zabrakło więc portretów obu władców i hrabiny Cosel. Pokazano również kopię rękopisu trylogii saskiej Kraszewskiego.
- Druga część ekspozycji opowiada o pobycie w Dreźnie polskich emigrantów, szukających schronienia po upadku powstań: Kościuszkowskiego 1794, listopadowego 1830/31 i styczniowego 1863/64. Poświęcona jest m.in. pobytowi Tadeusza Kościuszki oraz Adama Mickiewicza, który stworzył tu III część „Dziadów”.

## Ekspozycje czasowe
Muzeum organizuje również ekspozycje czasowe z okazji aktualnych wydarzeń kulturalnych, a także spotkania dyskusyjne oraz koncerty muzyki kameralnej. Przy sprzyjającej pogodzie koncerty te odbywają się w ogrodzie otaczającym budynek muzeum.

## Historia muzeum
Kraszewski opuścił kraj po powstaniu styczniowym i przybył 3 lutego 1863 do Drezna. Od marca 1873 do marca 1879 mieszkał w willi, stanowiącej obecnie siedzibę muzeum.
24 lipca 1958 na budynku Muzeum umieszczono tablicę pamiątkową. W roku 1960 warszawskie Muzeum Adama Mickiewicza przekazało w depozyt wieczysty eksponaty i dopomogło w urządzeniu wystawy.
W ramach polsko-niemieckiego układu o współpracy kulturalnej Muzeum stało się oddziałem Miejskich Muzeów Drezna. Muzeum zostało w roku 2000 odnowione. Podczas powodzi 2002 ucierpiało od wezbranych wód Łaby. Po naprawieniu szkód Muzeum zostało ponownie otwarte w 2003 roku.
Według wiadomości agencji DPA z dnia 17 listopada 2011 na żądanie polskiego Sejmu większość eksponatów muzealnych – 160 pozycji – ma zostać 19 grudnia 2011 przekazana władzom polskim. Przyczyną tej akcji jest postanowienie Sejmu z roku 2001, nakazujące zwrot eksponatów z wystaw czasowych po pięcioletniej ekspozycji za granicą. Rozporządzenie wykonawcze do tej uchwały ukazało się w 2008 roku. Starania warszawskiego Muzeum Literatury dla ocalenia drezdeńskiego muzeum okazały się bezskuteczne.
18 stycznia 2013 troje ministrów otworzyło nową ekspozycję.